# عبد العزيز واصلي
عبد العزيز واصلي لاعب كرة قدم سعودي ، يلعب في خط الدفاع .
مثل نادي الإتفاق في المراحل السنية ووصل للفريق الأول عام 2016 و وقع مع نادي النجوم في مطلع عام 2018 و وقع مع نادي الساحل في صيف 2018 و بعدها مع نادي مضر .

## روابط خارجية
- عبد العزيز واصلي على موقع قاعدة بيانات كرة القدم.إي يو (الإنجليزية)
- عبد العزيز واصلي على موقع Soccerway.com (الإنجليزية)